# Vollenhove

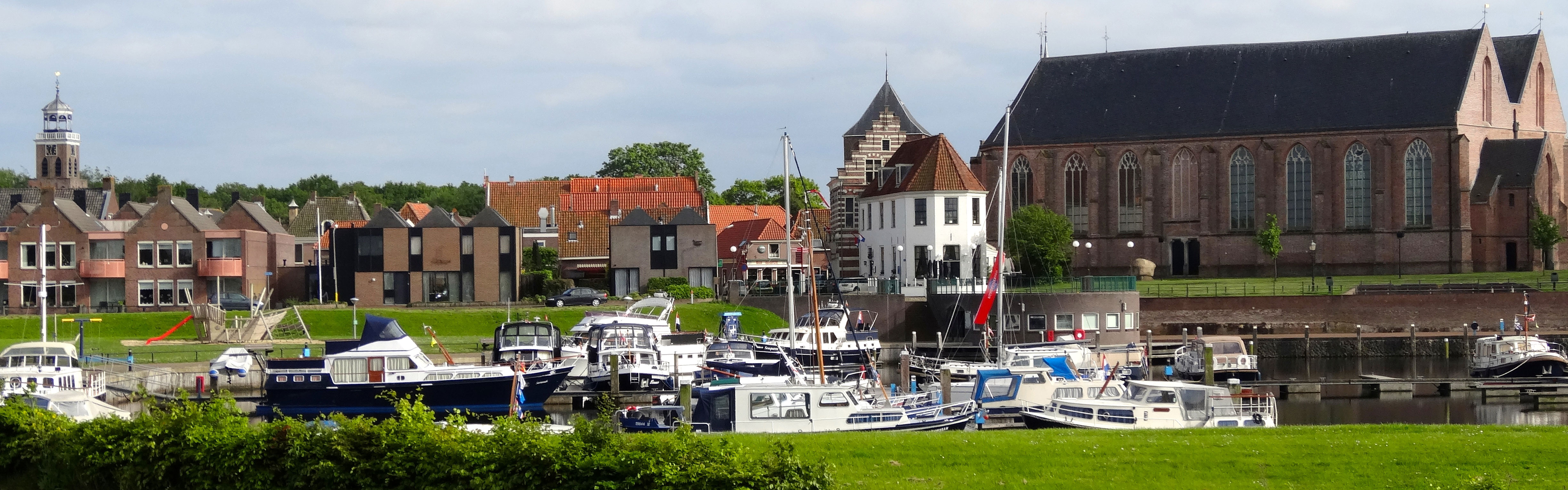
Overijssel (Paesi Bassi): veduta panoramica di Vollenhove

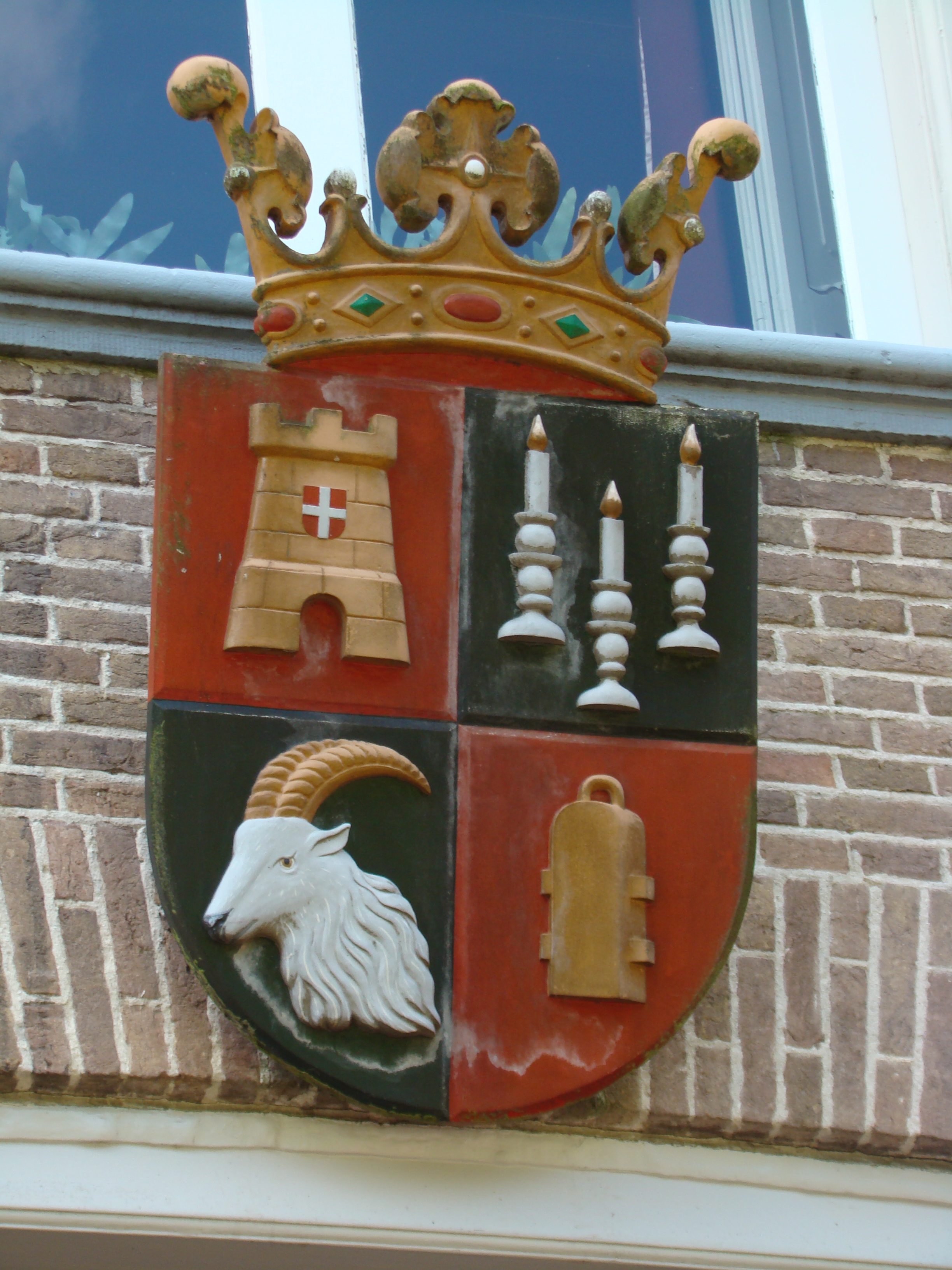
Stemma di Vollenhove

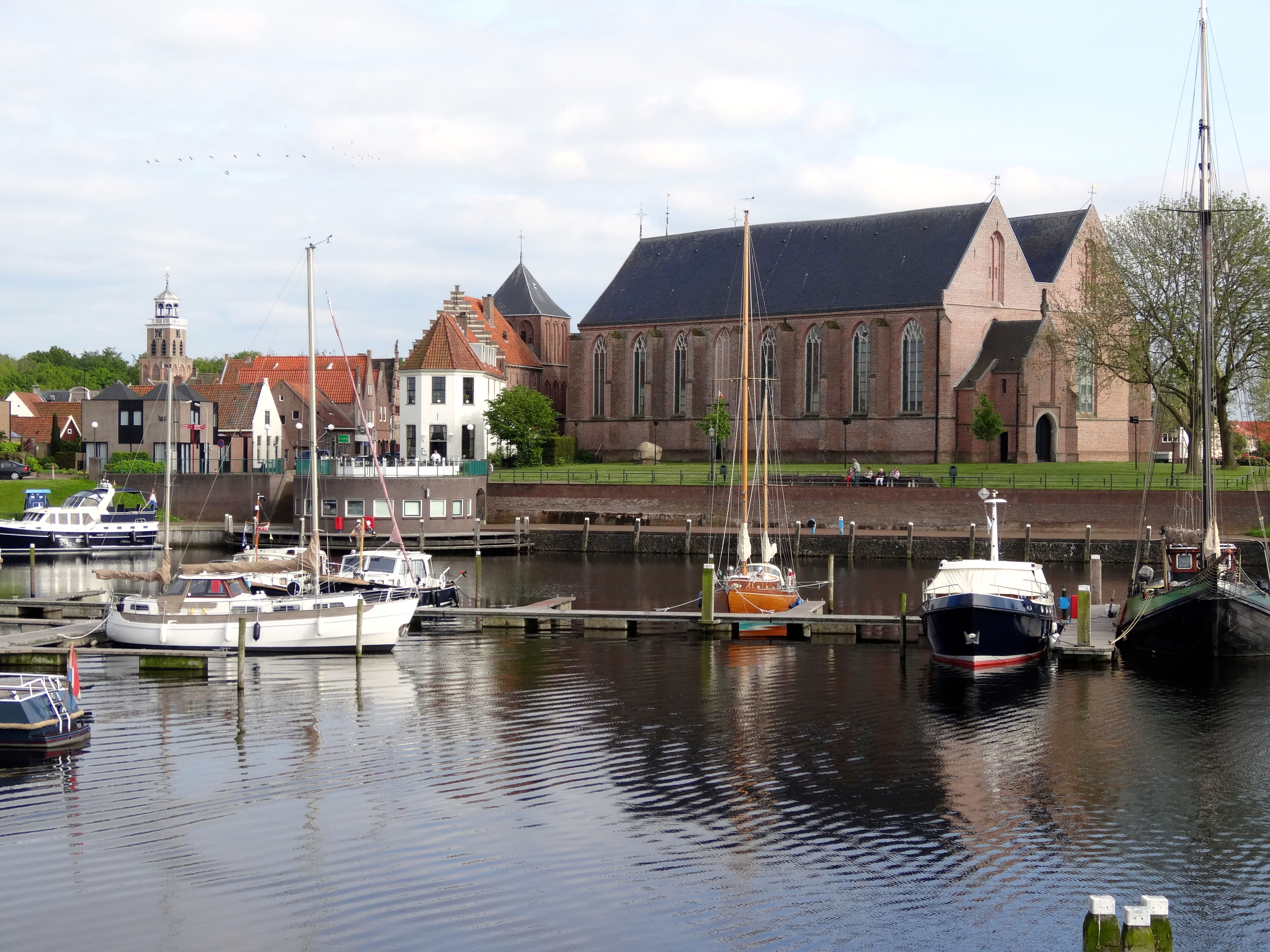
Veduta di Vollenhove

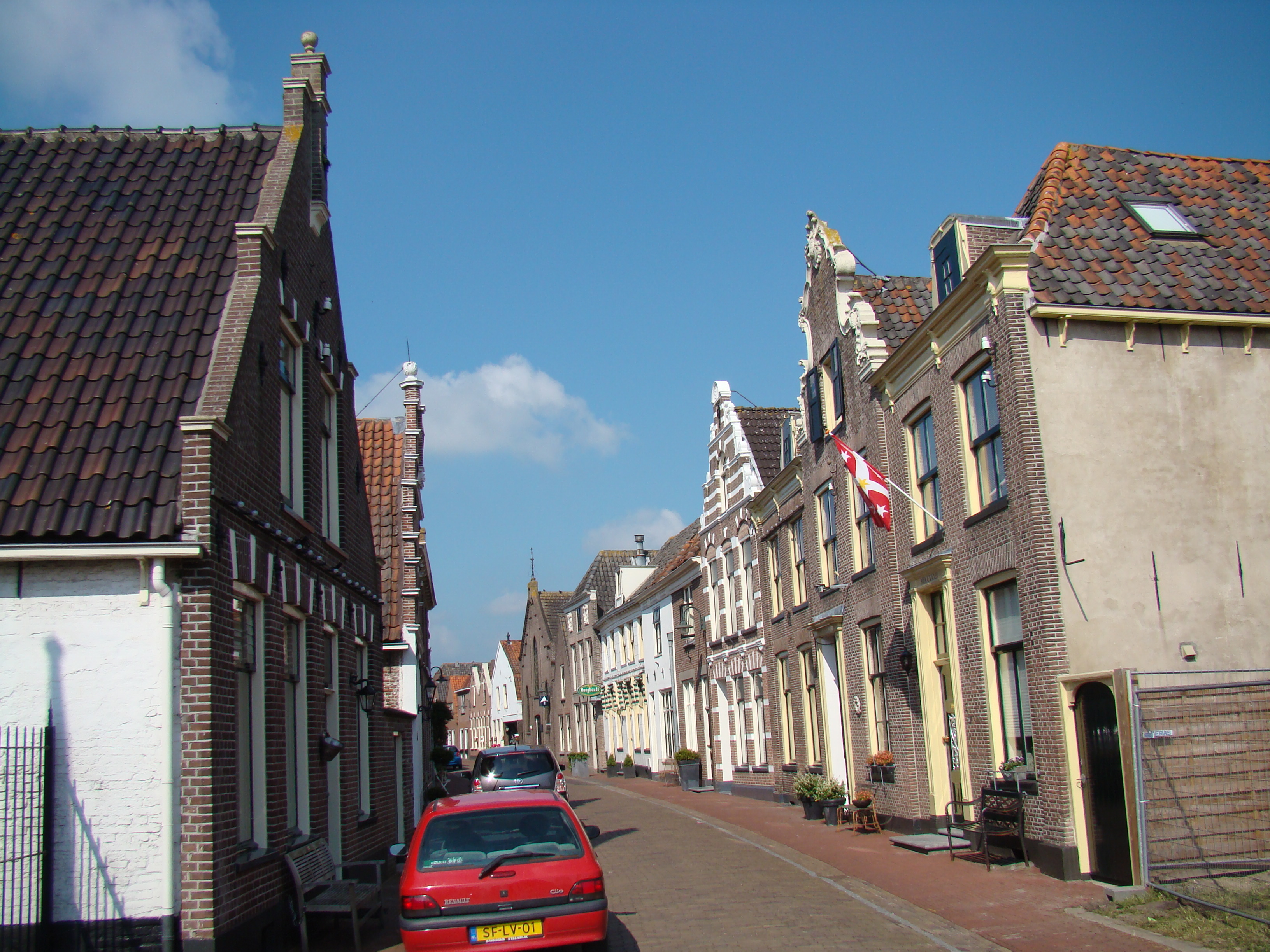
Una via di Vollenhove

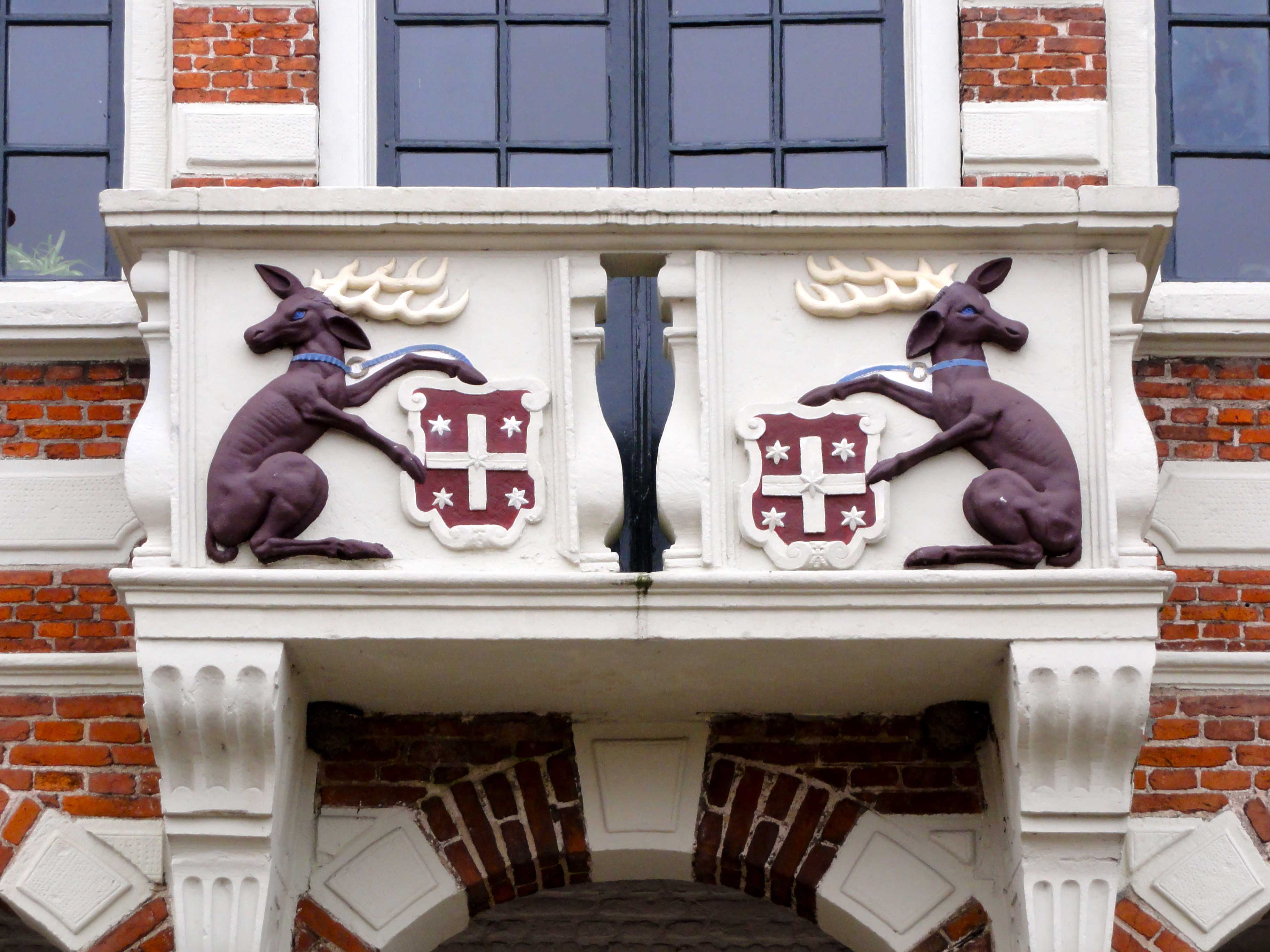
L'antico municipio di Vollenhove

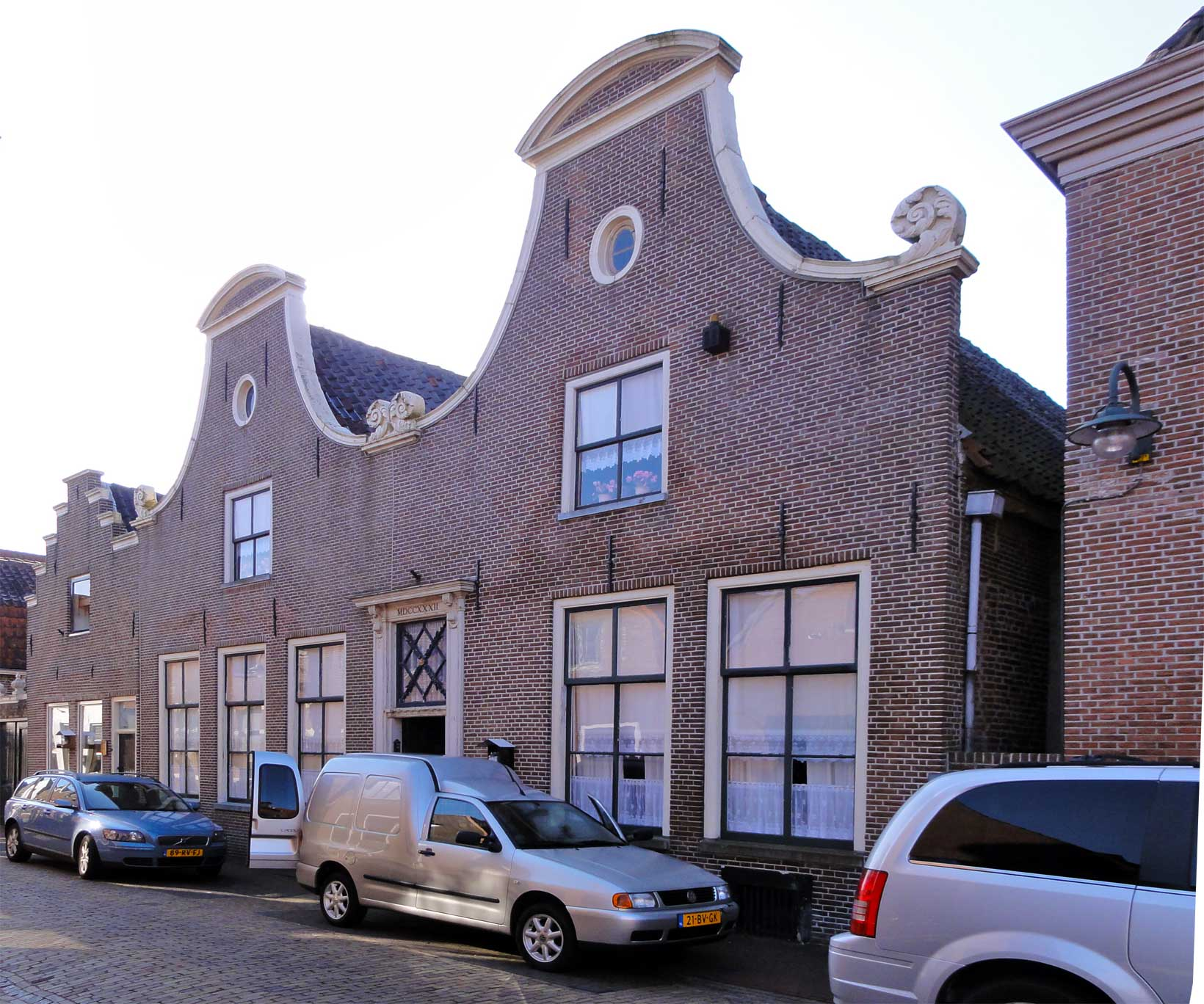
Vollenhove: edifici storici nella Kerkstraat

Vollenhove (in basso sassone: Veno) è una cittadina di circa 4.000 abitanti del nord-est dei Paesi Bassi, facente parte della provincia dell'Overijssel e situata lungo il canale di Vollenhove (Vollenhoverkanaal) e a sud del lago di Vollenhove (Vollenhovermeer), nella regione di Kop van Overijssel. Dal punto di vista amministrativo, si tratta di ex-comune, inglobato dapprima nel comune di Brederwiede (dal 1973) e in seguito nella nuova municipalità di Steenwijk (dal 2001) e quindi (2003) nella nuova municipalità di Steenwijkerland.
Un tempo appartenente alla Lega Anseatica, fu luogo di residenza di molti nobili, fatto che si riflette nella sua architettura.

## Etimologia
Il toponimo Vollenhove è attestato per la prima volta nel 944 e nella forma attuale a partire dal 1883. Attestato nelle forme Fulnaho (944-seconda metà del XII secolo), Fullenho (1133), Vullenho (1146), Volnho (1159), Vollenho (1232-1233) e Vollenhoven (XIX secolo), è formato dai termini antico olandese ful, vôl, che significa "puledro", e hôh, che significa "altezza".

## Geografia fisica

### Collocazione
Vollenhove si trova nella parte nord-occidentale dell'Overijssel, al confine con il Flevoland (confine al quale è unita dal canale di Vollenhove) e tra le località di Giethoorn e Kampen (rispettivamente a sud-ovest della prima e a nord/nord-est della seconda), a circa 30 km a nord/nord-ovest di Zwolle e a 7 km sud di Blokzijl.

### Suddivisione amministrativa

#### Villaggi[1]
- Sint Jansklooster

#### Buurtschappen[1]
- Baarlo
- Barsbeek
- De Dune
- Heetveld
- Kadoelen
- Kuinredijk
- Leeuwte
- Zuurbeek

## Società

### Evoluzione demografica
Al censimento del 2008, Vollenhovecontava una popolazione pari a 3.930 abitanti, dei quali 1.980 erano donne e 1.950 erano uomini.

## Storia
Vollenhove è menzionata per la prima volta nel 944: all'epoca, era una foresta di proprietà di Otto il Grande. Nel Medioevo era inoltre in uso il termine "Land van Vollenhove" per indicare la regione circostanze.
La località ricevette lo status di città il 12 luglio 1354..
Nel corso del XV secolo, si sviluppò come centro per la pesca dello storione ed entrò a far parte della Lega anseatica.
Nel XVI secolo divenne il centro governativo delle province di Drenthe, Frisia, Groninga e Overijssel.
|  |

Nel 1818, Vollenhove fu divisa in Stad Vollenhove (città di Vollenhove) e Ambt Vollenhove..
Nel 1859, emigrarono a Vollenhove molti abitanti della regione di Schokland, grazie al grande sviluppo della pesca, (quasi tutti gli abitanti di Vollenhove vivevano in quel periodo di pesca).
Nel 1973, Vollenhove cessò di essere un comune indipendente e fu accorpato, assieme a Giethoorn, Blokzijl e Wanneperveen nella municipalità di Brederwiede.

## Architettura
Vollenhove è definita la "città dei palazzi": sul suo centro storico si affacciano infatti numerose residenze nobiliari chiamate havenzaten.

### Edifici e luoghi d'interesse

#### Olde Huys
Tra gli edifici d'interesse, figura la Olde Huys o Oldehuis (letteralmente "casa vecchia"), un edificio costruito nel XII secolo per volere del vescovo di Utrecht Godfried van Reenen (1156 -1178).

#### Castello Toutenburg
Tra gli edifici d'interesse, figurano inoltre le rovine del Castello Toutenburg, un castello costruito intorno al 1500 per volere di Georg Schenck von Tautenburg, un signore originario della Turingia. L'edificio cadde in rovina a partire dal XVIII secolo.

#### Chiesa di San Nicola
Altro edificio d'interesse è la chiesa di San Nicola, realizzata in stile tardo gotico intorno al 1500.

#### Oldruitenborgh
L'Oldruitenborgh è una residenza nobiliare (havenzate) risalente alla fine del XV secolo.